# Los amores de Kafka
Los amores de Kafka es una película coproducción de Argentina y Checoslovaquia filmada en colores  dirigida por Beda Docampo Feijóo según su propio guion según el argumento de Beda Docampo Feijóo y Juan Bautista Stagnaro que se estrenó el 4 de agosto de 1988 y tuvo como principales intérpretes a Susú Pecoraro, Jorge Marrale, Villanueva Cosse y Salo Pasik. Fue filmada en Praga, República Checa.

## Sinopsis
Un director de cine argentino viaja a Praga para hacer un filme sobre Franz Kafka y Milena Jesenská.

## Contexto histórico
Milena Jesenská (1896-1944), escritora, periodista y traductora checa, conocida como “la enamorada de Kafka” debido a la  edición de las cartas que el escritor le enviara. En 1919, leyó algunos cuentos de Franz Kafka (1883-1924) y le escribió pidiendo su autorización para traducirlos al checo. Esta carta será el comienzo de una apasionada correspondencia entre ambos que durará dos años (1920-1922), en los que sólo tendrán dos encuentros personales: cuatro días en Viena y un día en Gmünd.
A la muerte de Kafka, el 3 de junio de 1924, escribió en Viena una nota fúnebre para el diario Narodni Listy de Praga donde dice "tímido, retraído, suave y amable, visionario, demasiado sabio para vivir, demasiado débil para luchar, de los que se someten al vencedor y acaban por avergonzarlo".

## Ficha técnica
|                        | Datos                                       |
| ---------------------- | ------------------------------------------- |
| Argumento              | Juan Bautista Stagnaro, Beda Docampo Feijoo |
| Vestuario              | Dagmara Brezhinova                          |
| Escenografía           | Boris Moravec                               |
| Asistente de dirección | Milos Kohout, Daniel Pires Mateus           |
| Sonido                 | José Luis Díaz                              |
| Edición                | Luis Cesar D'angiolillo                     |
| Cámara y fotografía    | Frantisek Uldrich                           |
| Producción ejecutiva   | Karel Skop                                  |
| Productor asociado     | Jeffrey Steiner                             |
| Productor delegado     | Ricardo Freixa (h)                          |
| Libro y dirección      | Beda Docampo Feijoo                         |

## Reparto
| Actor                 | Personaje        |
| --------------------- | ---------------- |
| Susú Pecoraro         | Milena Jesenská  |
| Jorge Marrale         | Franz Kafka      |
| Villanueva Cosse      | Padre de Kafka   |
| Salo Pasik            | Max Brod         |
| Sofía Viruboff        | Julie            |
| Cecilia Roth          | Hermana de Kafka |
| Aldo Barbero          |                  |
| Janá Krausová-Pehrová |                  |
| Ljuba Skorepuvá       |                  |
| Jan Schánilee         |                  |
| Karel Hábl            |                  |
| Jiri Memecek          |                  |
| Oldrich Vlach         |                  |
| Lenka Temerová        |                  |
| Jan Kuzelka           |                  |
| Jiri Havel            |                  |
| Aldo Pastur           |                  |
| Chela Ruiz            |                  |
| Andrea Tenuta         |                  |
| Lorenzo Quinteros     |                  |
| Héctor Pellegrini     |                  |

## Comentarios
Daniel López en Página 12 escribió:

«Sin querer queriendo: Docampo Feijóo narra el peregrinaje de un director argentino en busca de dólares. Un patético cuadro de situación...correcto en términos formales...se erige sin embargo en un film representativo de la situación que atraviesa el actual cine argentino.»

Armando M. Rapallo en Clarín dijo:

«Film argentino de colección...Marrale, un Kafka ideal.»

Manrupe y Portela escriben:

«Formalmente inobjetable, algo fría, una buena película sobre el cine, particularmente reflexiva sobre la situación de la agonizante industria local, hacia 1990.»

## Premio
Jorge Marrale fue galardonado con el Premio al Mejor Actor por este filme en el Festival Internacional de Cine Latinoamericano de Biarritz de 1988.